# Tour Belot-Oissel
 (septembre 2015).
Si vous disposez d'ouvrages ou d'articles de référence ou si vous connaissez des sites web de qualité traitant du thème abordé ici, merci de compléter l'article en donnant les références utiles à sa vérifiabilité et en les liant à la section « Notes et références ».
La tour Belot-Oissel est un tour située à Laval, en Mayenne. Il s'agit d'un des vestiges des remparts de Laval.

## Histoire
Au Moyen Âge, les « Éperons » sont un site rocheux, en hauteur par rapport au reste de la ville. L'endroit, grâce à son altitude, est utile pour la défense de la ville, et la muraille sud de Laval, construite au XIIIe siècle, est bâtie dessus. À l'emplacement de la rue des Éperons, il y a aussi une porte de ville, la « porte Belot-Oysel », qui fut condamnée et protégée par un bastion après la Guerre de Cent Ans.
En 1843, la rue des Éperons est percée. Les travaux entraînent la destruction de la porte Belot-Oysel, dont cette tour subsiste. La tour est inscrite au titre des monuments historiques en 1936.